# Список послов России в Королевстве обеих Сицилий
В статье представлен список послов России в Королевстве обеих Сицилий.

## Хронология дипломатических отношений
- 17.. г. — установлены дипломатические отношения между Россией и Сардинским королевством. Открыта российская миссия в Неаполе.
- Январь 1799 г. — российская миссия перенесена в Палермо после захвата Неаполя Францией.
- 17 декабря 1860 г. — Королевство обеих Сицилий присоединено к Сардинии.

## Список послов
| Срок полномочий                   | Посол                                  | Годы жизни | Комментарии        |
| --------------------------------- | -------------------------------------- | ---------- | ------------------ |
| 1 января 1777 — 1784              | Андрей Кириллович Разумовский          | 1752—1836  | Посланник          |
| 1784 — 23 ноября 1793             | Павел Мартынович Скавронский           | 1757—1793  | Посланник          |
| 23 ноября 1793 — 5 июля 1795      | Андрей Яковлевич Италинский            | 1743—1827  | Поверенный в делах |
| 1795 — 1796                       | Фёдор Гаврилович Головкин              | 1766—1823  | Посланник          |
| 1796                              | Андрей Яковлевич Италинский            | 1743—1827  | Поверенный в делах |
| 1796 — 1800                       | Василий Валентинович Мусин-Пушкин-Брюс | 1773—1836  | Посланник          |
| 7 января 1800 — 9 июля 1802       | Андрей Яковлевич Италинский            | 1743—1827  | Посланник          |
| 7 июля 1802 — 2 марта 1803        | Дмитрий Павлович Татищев               | 1767—1845  | Посланник          |
| 1803 — 1805                       | Пётр Иванович Карпов                   | 1755—1812  | Поверенный в делах |
| 19 января 1805 — ноябрь 1808      | Дмитрий Павлович Татищев               | 1767—1845  | Посланник          |
| 10 февраля 1808 — 22 февраля 1810 | Александр Александрович Бибиков        | 1765—1822  | Посланник          |
| 10 марта — 30 декабря 1810        | Давид Максимович Алопеус               | 1769—1831  | Посланник          |
| 1 марта 1811 — 7 февраля 1812     | Сергей Николаевич Долгоруков           | 1769—1829  | Посланник          |
| 1812                              | Богдан Васильевич Будберг              | 1766—1832  | Поверенный в делах |
| 22 сентября 1812 — 9 ноября 1818  | Георгий Дмитриевич Моцениго            | 1764—1839  | Посланник          |
| 1814 — 1817                       | Фёдор Васильевич Тейль ван Сераскеркен | 1772—1826  | С особой миссией   |
| 9 ноября 1818 — 19 марта 1835     | Густав Оттонович Штакельберг           | 1766—1850  | Посланник          |
| 19 марта 1835 — 16 марта 1837     | Адам Фаддеевич Матушевич               | 1795—1842  | Посланник          |
| 16 марта 1837 — 19 августа 1841   | Николай Дмитриевич Гурьев              | 1789—1849  | Посланник          |
| 19 августа 1841 — 1 апреля 1847   | Лев Северинович Потоцкий               | 1789—1860  | Посланник          |
| 3 мая — 16 сентября 1847          | Александр Васильевич Хвостов           | 1809—1861  | Поверенный в делах |
| 1 апреля 1847 — 19 марта 1853     | Михаил Иринеевич Хрептович             | 1809—1891  | Посланник          |
| 19 марта 1853 — 15 февраля 1860   | Николай Александрович Кокошкин         | 1792—1873  | Посланник          |
| 15 февраля — 17 декабря 1860      | Александр Никитич Волконский           | 1811—1878  | Посланник          |